# 1799 en santé et médecine
| Années de la santé et de la médecine : 1796 - 1797 - 1798 - 1799 - 1800 - 1801 - 1802    |
| Décennies de la santé et de la médecine : 1760 - 1770 - 1780 - 1790 - 1800 - 1810 - 1820 |

Cet article présente les faits marquants de l'année 1799 en santé et médecine.

## Naissances

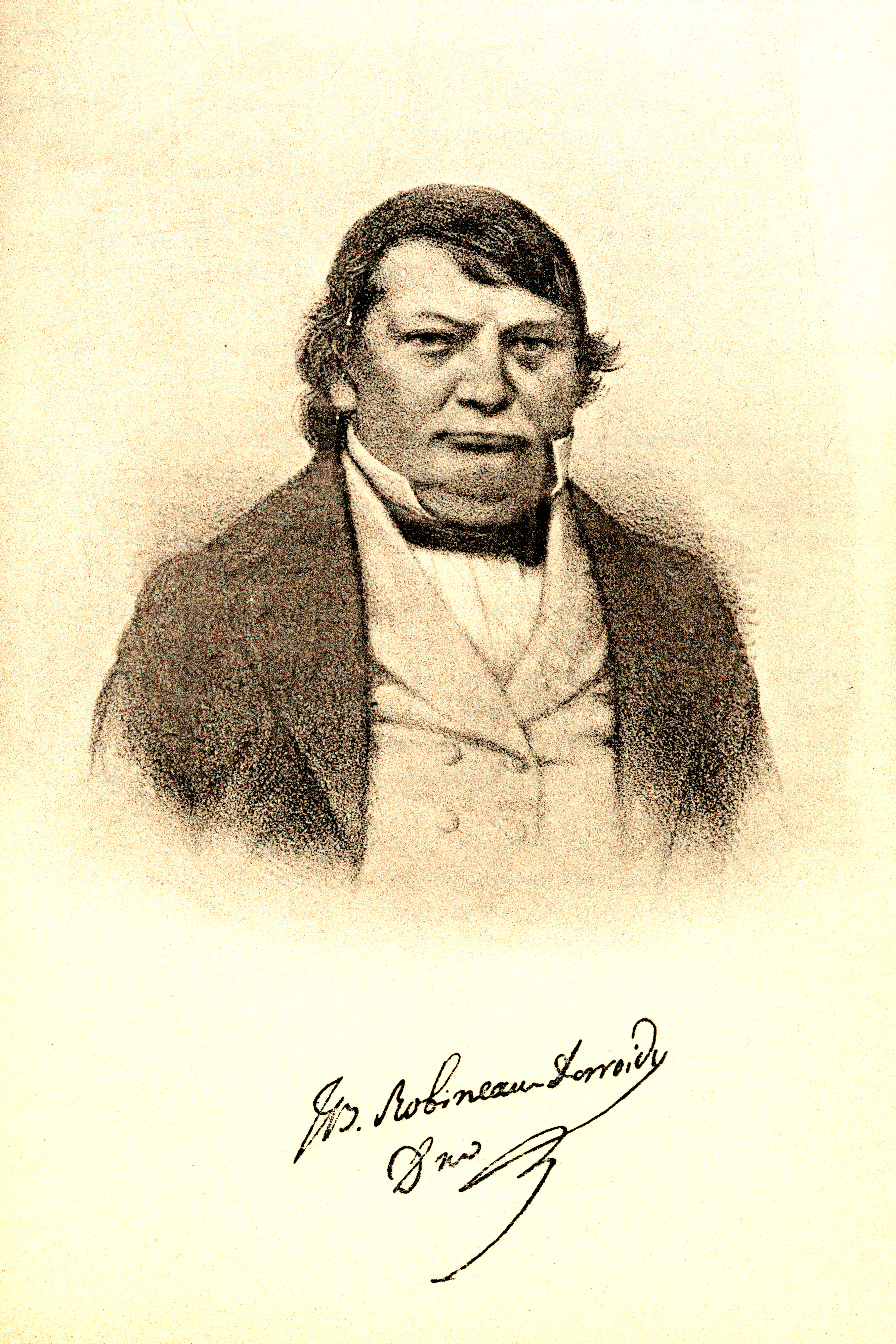
André Jean Baptiste Robineau-Desvoidy

- 1er janvier : André Jean Baptiste Robineau-Desvoidy (mort en 1857), médecin, entomologiste et géologue français[1].
- 17 juin : Jean-Baptiste Alphonse Dechauffour de Boisduval (mort en 1879), médecin, entomologiste et botaniste français.

## Décès
- 18 février : Johannes Hedwig (né en 1730), médecin et botaniste allemand, père de la bryologie moderne.
- 30 avril : Jean Goulin (né en 1728), encyclopédiste et professeur d’histoire médicale à l’École de médecine de Paris[2].
- 6 octobre : William Withering (né en 1741), médecin et botaniste britannique, célèbre pour sa découverte de la digitaline.
- 7 septembre : Jan Ingenhousz (né en 1730), médecin et botaniste britannique d'origine néerlandaise.
- 17 octobre : Louis Claude Cadet de Gassicourt (né en 1731), chimiste et pharmacien français[3].
- 6 décembre : Joseph Black (né en 1728), physicien, chimiste et professeur de médecine écossais[4].
- 31 décembre : Daubenton (né en 1716), naturaliste et médecin français, premier directeur du Muséum national d'histoire naturelle.